# Isla Cristina
Isla Cristina er en by og kommune i det sydvestlige Spanien i provinsen Huelva. Den har et indbyggertal på 21.641 (2024) indbyggere.